# Polycauliona polycarpa
 (mars 2021).
Si vous disposez d'ouvrages ou d'articles de référence ou si vous connaissez des sites web de qualité traitant du thème abordé ici, merci de compléter l'article en donnant les références utiles à sa vérifiabilité et en les liant à la section « Notes et références ».
Espèce
Polycauliona polycarpa est une espèce de lichens de la famille des Teloschistaceae.

## Étymologie
L’épithète spécifique polycarpa vient du grec poly qui veut dire plusieurs et karpos correspond à un fruit, une fructification ce qui fait référence aux apothécies.

## Description
Son thalle est de type foliacé, en forme de coussinet de couleur jaune-orangé et presque recouvert de très nombreuses apothécies de couleur orangée à rebord jaune. Son diamètre varie de 1 à 3 cm.

## Localisation
L'espèce se développe essentiellement sur les écorces, les branchettes d’arbres ou encore buissons bien éclairés. Parfois, aussi sur les clôtures de bois. En général, elle se développe dans les zones humides et exposées aux précipitations et soleil.

## Phylogénie
Cette espèce appartient au groupe Eumycètes, et plus précisément à celui des Ascomycètes.

## Synonymes
Polycauliona polycarpa a pour synonymes homotypiques selon MycoBank (7 mars 2021) :
- Lobaria polycarpa Hoffm., Deutschlands Flora oder botanisches Taschenbuch. Zweyter Theil für das Jahr 1795, Cryptogamie 159 (1796) = basionyme
- Xanthoria polycarpa (Hoffm.) Rieber, Jahrsb. Vaterl. Kult, Wurttemberg: 252 (1891)
- Lichen polycarpus (Hoffm.) Ehrh., Lichenographiae Sueciae Prodromus: 135 (1799)
- Teloschistes polycarpus (Hoffm.) Tuck., A synopsis of the North American lichens 1: 50 (1882)
- Physcia polycarpa (Hoffm.) Linds.: 91 (1869)
- Placodium polycarpum (Hoffm.) Frege (1812)
- Psoroma polycarpum (Hoffm.) Gray, A natural arrangement of British plants 1: 445 (1821)
- Physcia parietina var. polycarpa (Hoffm.) A. Massal.
- Teloschistes parietinus var. polycarpus (Hoffm.) Tuck.
- Lecanora polycarpa (Hoffm.) Flörke, Deutsche Lichenen 5: 9, no 90 (1819)
- Parmelia polycarpa (Hoffm.) Spreng. (1820)
- Lecanora candelaria var. polycarpa (Hoffm.) Ach., Lichenographia Universalis: 416 (1810)
- Squamaria candelaria var. polycarpa (Hoffm.) Hook. (1844)
- Massjukiella polycarpa (Hoffm.) S.Y. Kondr., S. Fedorenko, S. Stenroos, Kärnefelt, Elix, J.S. Hur & A. Thell[incompréhensible]: 60 (2012)